# Amarusio (gmina)
Amarusio (gr. Δήμου Αμαρουσίου, Dimos Amarusiu) – gmina w Grecji, w administracji zdecentralizowanej Attyka, w regionie Attyka, w jednostce regionalnej Ateny-Sektor Północny. Siedzibą i jedyną miejscowością gminy jest Amarusio. W 2011 roku liczyła 72 333 mieszkańców.